# ويليس إي. بيندكت
ويليس إي. بيندكت (بالإنجليزية: Willis E. Benedict)‏ هو سياسي أمريكي، ولد في 16 يوليو 1858، وتوفي في 17 أغسطس 1917. حزبياً، نشط في الحزب الجمهوري. وقد انتخب عضو داكوتا الجنوبية البيت النواب.